# Copahue
El Copahue és un estratovolcà actiu en erupció, a la serralada dels Andes, a la comuna Alto Bío-Bío, Província de Biobío, que es troba a la Regió del Bío-Bío, a Xile, exactament en el límit de Xile amb la Província del Neuquén (Argentina). Té una altura de 2.997 metres amb una figura cònica. La primera ascensió es va fer el 15 de novembre de 1903 pel Pare Lino del Valle Carvajal.